# Atacul asupra Omdurmanului și Khartoumului din 2008
Atacul asupra Omdurmanului și Khartoumului din 2008 a fost un conflic militar dintre Mișcarea Dreptate și Egalitate, un grup rebel din Darfur, și guvernul sudanez, ce a avut loc în orașele Omdurman și Khartoum. Guvernul susține că conflictele au ținut doar o zi, în timp ce mișcarea rebelă contrazice această declarație, repartând alte conflicte în zone metropolitană a Khartoumului și în ziua de 11 mai.
A fost prima dată când conflictul, inițial desfășurat doar în partea vestică a Sudanului, s-a extins asupra capitalei țării, marcând astfel o intensificare dramatică a conflictului.

## Desfășurare

### 10 mai
La data de 10 mai 2008, soldații guvernului sudanez și rebelii s-au confruntat în orașul Omdurman, rebelii încercând să obțină controlul asupra unei baze militare. Un reprezentant al poliției sudaneze a afirmat că liderul atacanților, Mohamed Saleh Garbo, și șeful serviciilor secrete acestuia, Mohamed Nur Al-Deen, au fost amândoi uciși în timpul luptei.

### 11 mai
Locuitorii orașului Amdurman a raportat alte lupte ce au continuat și în dimineața zilei de 11 mai.

### 12 mai
Pe 12 mai, Khalil Ibrahim a luat legătura telefonic cu compania de știri Associated Press, susținând că se află în continuare în orașul Omdurman, împreună cu oamenii săi. Hassan al-Turabi și alți zece membrii ai partidului opoziției guvernului au fost arestați la începutul zilei, fiind suspectați ca având legături cu rebelii.

## Reacții

### Recompensă
Forțele armate sudaneze au oferit o recompensă în valoare de $125.000, pentru arestarea lui Khalil Ibrahim, despre care se susține că a fost rănit de către forțele guvernamentale, în timpul schimbului de focuri din 10 mai din orașul Omdurman, și că se ascunde în vecinătatea orașului.